# Airco DH.15 Gazelle
L'Airco DH.15 Gazelle fu un aereo pensato come banco di prova e sviluppato a partire dal DH.9A. Il suo scopo era quello di testare il motore B.H.P Atlantic. Ne fu realizzato un solo esemplare.

## Storia
Il motore B.H.P Atlantic fu il primo esempio di una nuova concezione di propulsori che si ebbe tra le due guerre mondiali; in pratica l'Atlantic era formato da due motori più piccoli (230hp, 6 cilindri ognuno) uniti assieme in un unico blocco. e montato dietro un grande radiatore rettangolare. Questo nuovo propulsore sostituì quello montato sul DH.9A, il Liberty L-12, e durante i test eseguiti nel maggio 1920 il velivolo dimostrò di essere più veloce e di poter raggiungere altezze maggiori rispetto al DH.9A. Da notare che gli scarichi del motore montati sul Gazelle erano più lunghi di quelli del 9A e raggiungevano il posto dell'osservatore.
Furono ordinati due esemplari e ne venne realizzato solo uno perché il miglioramento delle prestazioni non giustificava un ulteriore sviluppo del progetto.